# Melanocacus mungo
Melanocacus mungo – gatunek ważki z rodziny gadziogłówkowatych (Gomphidae). Występuje na terenie Ameryki Południowej.